# Georges Auric
Georges Auric (ur. 15 lutego 1899 w Lodève, zm. 23 lipca 1983 w Paryżu) – francuski kompozytor i krytyk muzyczny.

## Życiorys
Początkowo kształcił się w konserwatorium w Montpellier, następnie uczęszczał do Konserwatorium Paryskiego, gdzie uczył się kontrapunktu i fugi u Georgesa Caussade. Od 1914 do 1916 roku student Schola Cantorum de Paris, kształcił się u Vincenta d’Indy’ego (kompozycja) oraz Léona de Saint-Réquiera (gra na organach). Członek Grupy Sześciu, był najmłodszym w jej gronie. Przyjaźnił się z Siergiejem Diagilewem, dla którego zespołu Ballets Russes napisał kilka baletów.
Współpracował jako krytyk muzyczny z czasopismami La Nouvelle Revue française, Marianne, Paris-Soir i Nouvelles littéraires. W 1954 roku został wybrany przewodniczącym Société des auteurs, compositeurs et éditeurs de musique. W latach 1962–1968 dyrektor paryskiej Opery i generalny administrator Réunion des théâtres lyriques nationaux. Od 1962 roku był członkiem Académie des Beaux-Arts.
Zasiadał w jury konkursu głównego na 25. MFF w Cannes (1972).

## Twórczość
Początkowo czerpał z dokonań Chabriera i Ravela, w późniejszym okresie jego twórczości zaznacza się wpływ Satiego, Strawinskiego oraz Prokofjewa. Jako członek Grupy Sześciu najwierniej obok Francisa Poulenca realizował jej program, tworząc muzykę nieskomplikowaną, o wyrazistej melodyce, cechującą się wysokim poziomem artystycznym.
Skomponował m.in. balety Les Fâcheux (1924), Les Matelots (1925), La Pastorale (1925), Les enchantemments d’Alcine (1929), La concurrence (1932), Les imaginaires (1933), Le peintre et son modèle (1949), Phèdre (1950), Chemin de lumière (1952), Coup de feu (1952), La chambre (1954), Le bal des voleurs (1960), Eurydice (1964), cykle pieśni (m.in. Trois interludes do słów René Chalupta, 1914 i 8 poèmes do słów Jeana Cocteau, 1919), Imaginées I na flet i fortepian (1968), Imaginées II na wiolonczelę i fortepian (1969), Imaginées III na klarnet i fortepian (1971), Imaginées IV na altówkę i fortepian (1973) Double-jeux I–III na dwa fortepiany (1970–1971).
Największą popularnością spośród twórczości Aurica cieszyły się utwory rozrywkowe w rodzaju Marszu skrzypiec oraz liczne ścieżki dźwiękowe do filmów takich jak Niech żyje wolność (1931), Les mystères de Paris (1935), Symfonia pastoralna (1946), Piękna i bestia (1946), Moulin Rouge (1952), Mystère Picasso (1956).